# Чемпіонат Німеччини з хокею 2012—2013
Чемпіонат Німеччини з хокею 2013 — 96-й чемпіонат Німеччини з хокею, чемпіоном став Айсберен Берлін. Чемпіонат тривав з 14 вересня 2012 року по 10 березня 2013 року. Матчі серії плей-оф проходили з 13 березня по 23 квітня 2013 року.
Через локаут в Національній хокейній лізі до Німеччини прибув цілий «десант» гравців з НХЛ, зокрема Клод Жіру, Даніель Брієр, Денніс Зайденберг, Йохен Гехт, Джейсон Помінвіль, Александер Зульцер, Крістіан Ергофф та інші.

## Регулярний сезон
| М   | Команда                 | І  | В  | ВО | ВБ | ПО | ПБ | П  | Ш       | О  |
| --- | ----------------------- | -- | -- | -- | -- | -- | -- | -- | ------- | -- |
| 1.  | Адлер Мангейм           | 52 | 30 | 1  | 2  | 1  | 2  | 16 | 164:125 | 99 |
| 2.  | Кельнер Гайє            | 52 | 29 | 3  | 2  | 1  | 1  | 16 | 165:137 | 99 |
| 3.  | Крефельдські Пінгвіни   | 52 | 20 | 6  | 5  | 5  | 1  | 15 | 166:145 | 88 |
| 4.  | Айсберен Берлін         | 52 | 23 | 2  | 3  | 3  | 3  | 18 | 180:152 | 85 |
| 5.  | Гамбург Фрізерс         | 52 | 24 | 1  | 2  | 4  | 3  | 18 | 158:130 | 85 |
| 6.  | Інгольштадт             | 52 | 21 | 6  | 2  | 2  | 3  | 18 | 161:149 | 84 |
| 7.  | Томас Сабо Айс Тайгерс  | 52 | 21 | 1  | 2  | 4  | 4  | 20 | 161:159 | 77 |
| 8.  | Аугсбург Пантерс        | 52 | 22 | 1  | 3  | 2  | 1  | 23 | 137:155 | 77 |
| 9.  | Штраубінг Тайгерс       | 52 | 21 | 2  | 2  | 2  | 1  | 24 | 133:145 | 74 |
| 10. | Грізлі Адамс Вольфсбург | 52 | 19 | 4  | 2  | 2  | 2  | 23 | 142:150 | 73 |
| 11. | Ганновер Скорпіонс      | 52 | 21 | 2  | 1  | 1  | 2  | 25 | 124:148 | 72 |
| 12. | Ред Булл                | 52 | 19 | 0  | 3  | 5  | 3  | 22 | 125:137 | 71 |
| 13. | Ізерлон Рустерс         | 52 | 16 | 2  | 2  | 1  | 2  | 29 | 130:167 | 59 |
| 14. | Дюссельдорф ЕГ          | 52 | 11 | 1  | 4  | 2  | 4  | 30 | 131:178 | 49 |

Скорочення: М = підсумкове місце, І = ігри, В = перемоги, ВО = перемога в овертаймі, ВБ = перемога по булітах, ПО = поразки в овертаймі, ПБ = поразки по булітах, П = поразки,  Ш = закинуті та пропущені шайби, О = набрані очки
Згідно з регламентом, за перемогу — 3 очки, за перемогу в овертаймі та по булітах — 2 очки, поразка в овертаймі та по булітах — 1 очко, поразка — 0 очок.

## Бомбардири

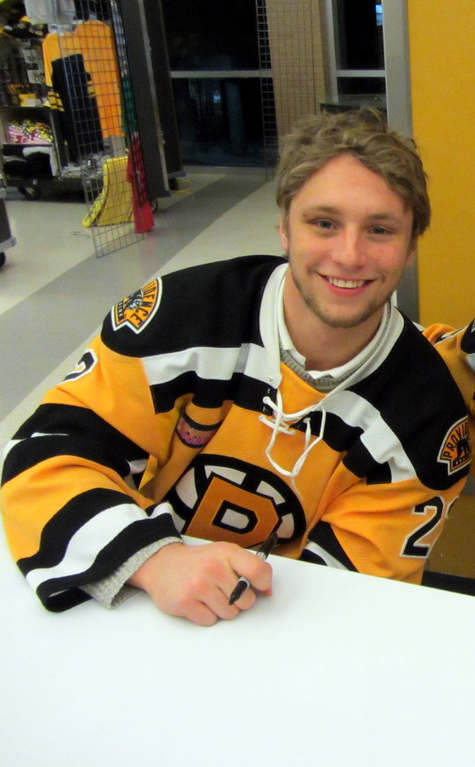
Найкращий гравець атаки: Калле Ріддервалль

| Гравець           | Клуб                  | І  | Г  | П  | О  |
| ----------------- | --------------------- | -- | -- | -- | -- |
| Калле Ріддервалль | Дюссельдорф ЕГ        | 51 | 22 | 36 | 58 |
| Янік Леухокс      | Адлер Мангейм         | 52 | 20 | 37 | 57 |
| Марк Йорк         | Ізерлон Рустерс       | 52 | 18 | 38 | 56 |
| Міхаель Вольф     | Ізерлон Рустерс       | 52 | 23 | 32 | 55 |
| Андре Ранкель     | Айсберен Берлін       | 48 | 20 | 34 | 54 |
| Бори Бланк        | Крефельдські Пінгвіни | 52 | 20 | 32 | 52 |

## Воротар

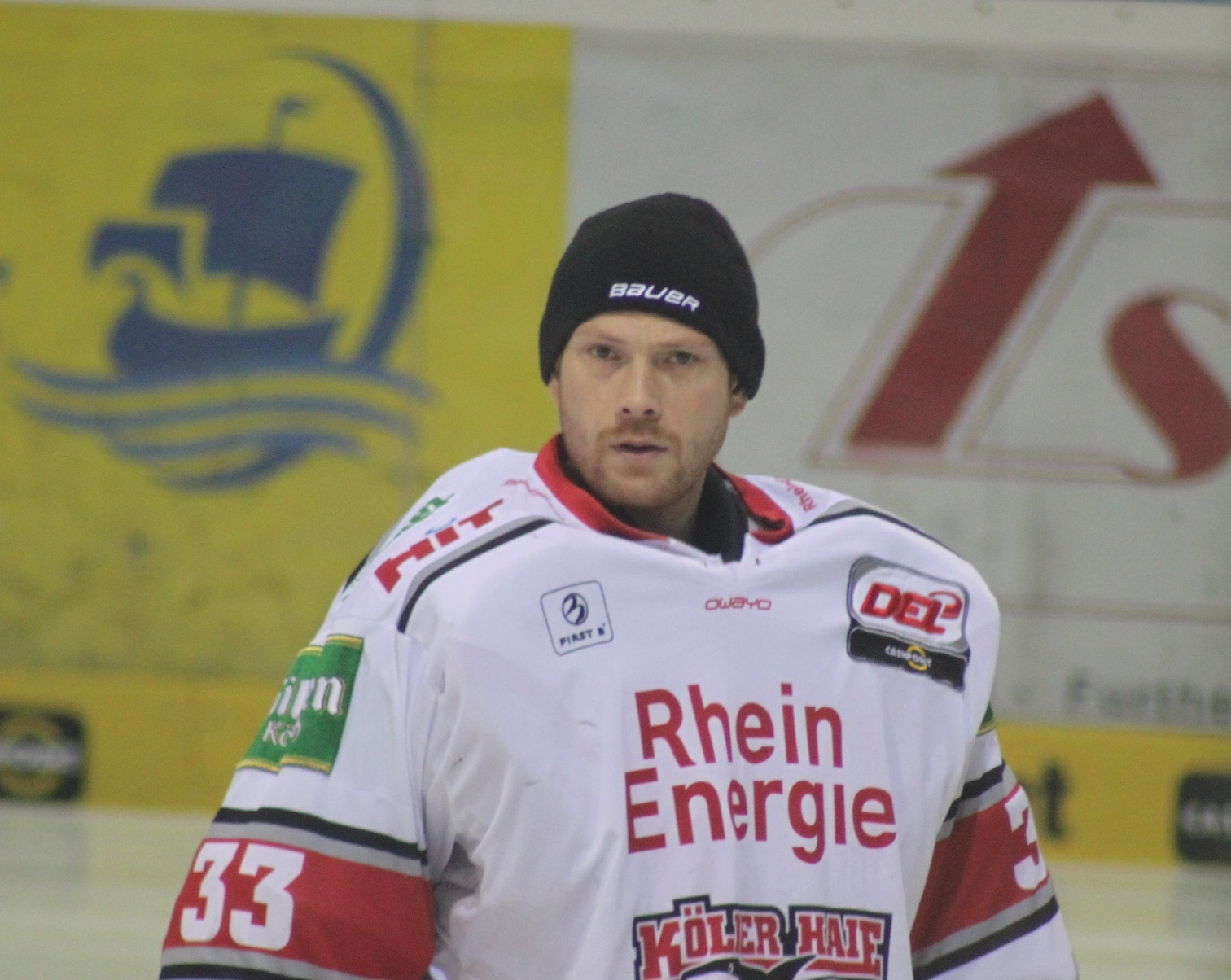
Найкращий воротар Денні аус ден Біркен

Найкращим воротарем став голкіпер Денні аус ден Біркен з Кельнер Гайє.

## Кваліфікація
- Аугсбург Пантерс — Штраубінг Тайгерс серія 0:2 2:3 ОТ, 1:4
- Грізлі Адамс Вольфсбург — Томас Сабо Айс Тайгерс серія 2:1 2:3, 4:3, 5:3

## Плей-оф

### Чвертьфінали
- Крефельдські Пінгвіни — Інгольштадт серія 4:2 3:1 (2:1, 0:0, 1:0), 1:4 (1:1, 0:2, 0:1), 4:1 (1:1, 1:0, 2:0), 5:2 (1:1, 2:1, 2:0), 1:2 (0:2, 0:0, 1:0), 7:2 (1:1, 5:1, 1:0)
- Адлер Мангейм — Грізлі Адамс Вольфсбург серія 2:4 2:3 ОТ (1:0, 1:0, 0:2), 3:2 ОТ (1:0, 1:2, 0:0), 0:1 (0:0, 0:0, 0:1), 0:3 (0:1, 0:0, 0:2), 3:2 ОТ (0:2, 0:0, 2:0), 3:4 (2:1, 0:2, 1:1)
- Кельнер Гайє — Штраубінг Тайгерс серія 4:1 6:1 (2:1, 1:0, 3:0), 2:5 (1:1, 0:0, 1:4), 5:0 (3:0, 0:0, 2:0), 6:3 (0:1, 4:0, 2:2), 2:1 ОТ (0:0, 1:0, 0:1)
- Айсберен Берлін — Гамбург Фрізерс серія 4:2 6:5 ОТ (0:4, 2:0, 3:1), 3:5 (1:0, 1:1, 1:4), 4:8 (0:3, 3:4, 1:1), 3:2 ОТ (2:2, 0:0, 0:0, 1:0), 3:2 (1:0, 1:0, 1:2), 3:2 (0:0, 3:0, 0:2)

### Півфінали
- Кельнер Гайє — Грізлі Адамс Вольфсбург серія 3:0 7:2 (3:0, 2:1, 2:1), 1:0 (1:0, 0:0, 0:0), 4:2 (1:0, 3:1, 0:1)
- Крефельдські Пінгвіни — Айсберен Берлін серія 0:3 2:3 (1:0, 1:3, 0:0), 2:5 (1:1, 1:4, 0:0), 3:4 (0:2, 2:1, 1:1)

### Фінал
- Кельнер Гайє — Айсберен Берлін серія 1:3 2:4 (0:1, 1:1, 1:2), 3:1 (2:1, 0:0, 1:0), 3:6 (1:1, 0:3, 2:2), 1:4 (0:1, 1:2, 0:1)